# 莫哈末·查西尔
敦穆罕默德·查西尔（1924年3月19日—2004年10月14日）。

## 生平
出生于亚罗士打，逝世于吉隆坡。
曾任吉打州州务大臣和马来西亚上、下议院议员。